# Vernonia jaegeri
Vernonia jaegeri is een plantensoort uit de composietenfamilie (Asteraceae). De soort komt voor in Sierra Leone. Hij groeit daar in de Tingiheuvels in graslanden aan de zuidelijke zijde.